# Праздники Канады
Ниже представлен список праздничных (выходных) дней в Канаде:
- 1 января: Новый год
- Пятница перед Пасхой: Страстная пятница.
- Пасха (дата переменная).
- Понедельник после Пасхи: Пасхальный понедельник.
- Понедельник перед 25 мая:
  - Во всей Канаде (кроме Квебека): День Виктории.
  - В Квебеке: Национальный праздник Патриотов.
- 24 июня: Национальный праздник Квебека (в Квебеке).
- 1 июля: День Канады.
- Первый понедельник августа: Гражданский праздник.
- Первый понедельник сентября: День труда (дата отличается от Международного Дня Труда).
- 30 сентября: Национальный день истины и примирения[2].
- Второй понедельник октября: День благодарения (дата отличается от американского Дня благодарения).
- 11 ноября: День памяти павших.
- 25 декабря: Рождество.
- 26 декабря: День подарков.